# پیتای دریای باندا
پیتای دریای باندا یا پیتای دونواره (نام علمی: Pitta vigorsii)، گونه‌ای از پرندگان خانواده پیتایان (Pittidae) است که در اندونزی یافت می‌شود. زیستگاه طبیعی آن جنگل‌های جلگه‌ای نمناک نیمه‌گرمسیری یا گرمسیری است. از دست دادن زیستگاه آن را تهدید می‌کند.